# Lorna Griffin
Lorna Griffin (Lorna Joann Griffin; * 9. Juni 1956 in Hamilton, Montana) ist eine ehemalige US-amerikanische Diskuswerferin und Kugelstoßerin.
Bei den Panamerikanischen Spielen 1979 in San Juan wurde sie Vierte im Diskuswurf.
1980 verhinderte der US-Boykott eine Teilnahme an den Olympischen Spielen in Moskau. Beim ersatzweise abgehaltenen Liberty Bell Classic wurde sie Dritte im Diskuswurf.
1983 schied sie im Kugelstoßen bei den Leichtathletik-Weltmeisterschaften in Helsinki in der Qualifikation aus. Bei den Panamerikanischen Spielen in Caracas gewann sie jeweils Silber im Kugelstoßen und im Diskuswurf.
Bei den Olympischen Spielen 1984 in Los Angeles wurde sie Neunte im Kugelstoßen und Zwölfte im Diskuswurf.
1980 wurde sie US-Meisterin im Diskuswurf.

## Persönliche Bestleistungen
- Kugelstoßen: 18,16 m, 15. Juli 1984, Walnut  Jul 15, 1984
- Diskuswurf: 63,22 m, 24. Mai 1980, Long Beach  May 24, 1980